# میهاواتسی
میهاواتسی (به لاتین: Mihavatsy) یک منطقهٔ مسکونی در ماداگاسکار است که در ساکارا واقع شده‌است. میهاواتسی ۳٬۰۰۰ نفر جمعیت دارد و ۴۸۰ متر بالاتر از سطح دریا واقع شده‌است.